# Gettjärnet (Gräsmarks socken, Värmland)
Gettjärnet är en sjö i Sunne kommun i Värmland och ingår i Göta älvs huvudavrinningsområde. Sjöns area är 0,022 kvadratkilometer och den är belägen 327 meter över havet.